# Makawe parva
Makawe parva är en kräftdjursart som först beskrevs av Charles Chilton 1909.  Makawe parva ingår i släktet Makawe och familjen tångloppor. Inga underarter finns listade i Catalogue of Life.